# Vườn quốc gia Pribaikalsky
Vườn quốc gia Pribaikalsky (còn được gọi là Pribaykalski, tiếng Nga: Прибайкальский национальный парк) là một vườn quốc gia bao gồm bờ phía tây nam của hồ Baikal, đông nam Siberi. Khu vực này bao gồm một số rặng núi ở phía tây cũng như các đảo bên trong hồ Baikal như Olkhon. Vườn quốc gia này nằm cách 50 km về phía đông nam của thành phố Irkutsk, thuộc tỉnh Irkutsk. Cùng với ba khu bảo tồn thiên nhiên khác, vườn quốc gia là thành tố chính của Di sản thế giới Hồ Baikal được UNESCO công nhận. Sông Angara là dòng chảy chính của hồ chảy về phía tây đổ vào lưu vực sông Yenisei chảy qua vườn quốc gia. Pribaikalsky có mức độ đa dạng sinh học cũng như các loài đặc hữu rất cao.

## Địa hình
Vườn quốc gia là dải đất ven hồ nằm ở chân núi phía tây của hồ Baikal. Địa hình phân bố không đều giữa các sông và núi non. Tại đây có bốn con sông nhỏ với chiều dài hơn 25 km, 150 dòng suối vĩnh viễn, 60 trong số đó chảy vào các hồ. Các suối và hồ tại đây được cho là hình thành bởi những cơn mưa và có độ mặn thấp, ngoại trừ 20 hồ tại karst và thảo nguyên. Một dòng sông quan trọng khác trong khu vực này là sông Sarma. Chỉ có một vài đầm lầy được tìm thấy tại khu vực đồng bằng ngập nước thấp. Về phía tây của vườn quốc gia là các đỉnh núi cao chạy theo chiều bắc-nam với chiều cao tối đa dao động từ 1.100-1500 mét. Olkhon là đảo hồ lớn thứ tư trên thế giới với chiều dài 71 km và rộng 21 km. Trên hòn đảo chủ yếu là rừng, một hồ nước nhỏ và lượng mưa tại đây tương đối thấp.